# Макс Мейфілд
Максін «Макс» Мейфілд — головна героїня серіалу «Дивні дива», яка з'являється у другому сезоні. Новачок у Партії та зведена сестра Біллі Харгроува, вона є подругою Од Гоппер, Дастіна Гендерсона, Лукаса Сінклера,Майка Вілера і Вілла Баєрса.

## Біографія
Макс родом із Каліфорнії, і з дитинства мала великий інтерес до скейтбордингу. Після розлучення її матері та повторного шлюбу з Нілом Харгроувом у 1984 році Макс та її зведений брат Біллі переїхали до Гокінса. Макс швидко завоювала репутацію у грі за те, що очолювала таблицю лідерів гри, її високі бали подавали під іменем гравця «MADMAX». Високі результати Макс привернули увагу постійних гравців Дастіна, Лукаса, Вілла та Майка. На Хеллоуїн Макс перетнулася з хлопцями під час розваги, і намагалася подружитися з ними. Дастін і Лукас, кожен таємно закохані в неї, хотіли зробити Макс офіційним членом «Партії», але Майк відмовилася від цієї ідеї.
Коли Вілл почав переживати дивні видіння, її нові друзі спочатку не бажали пояснювати, що трапилося з Віллом, але зрештою Лукас розкрив всю історію подій, пов'язаних з Віллом, Одинадцять, Демоґорґонами і Навиворотом. Незважаючи на те, що спочатку Макс ставилася до цього скептично, її думка змінилася після зустрічі зі зграєю безликих гуманоїдних хижаків. Макс та її друзі невдовзі зрозуміли, що Вілл був одержимий «Мозкожером», зловісною сутністю, яка служила розумом і серцем Навивороту, чий вплив на Гокінс поширювався у формі гігантських, схожих на виноградну лозу тунелів, що рвались глибоко під містом. Протистоявши жорстокому Біллі після його нападу на Стіва в будинку Баєрів, Макс ще більше довела свою цінність, викравши машину Біллі та переправивши групу до підземних тунелів. Після перемоги над мозкожером Макс відвідала Сніжний бал зі своєю новою групою друзів і після першого поцілунку з Лукасом почала з ним стосунки.
До літа 1985 року Макс подружилася з Одинадцять. Пізніше група виявила, що Біллі був одержимий мозкожером, що спонукало їх об'єднатися, щоб перемогти їх. Поки група феєрверками боролася з монстром-павуком у торговому центрі Starcourt, Одинадцять нагадала Біллі про його людяність; її слова спонукали Біллі пожертвувати своїм життям, щоб врятувати Одинадцять. Незважаючи на її складні стосунки з Біллі, Макс була глибоко вражена втратою зведеного брата та пережила глибоке почуття горя, провини і депресії. Через три місяці Макс разом із рештою партії попрощалася з Баєрсами та Одинадцять, яких доктор Оуенс перевіз до Каліфорнії.
Кілька місяців потому Макс все ще боролася з втратою Біллі, страждаючи від частих кошмарів, у яких вона заново переживала момент його смерті. Вона відгородилася від друзів, розлучившись з Лукасом. Однак у березні 1986 року вона вирішила допомогти їм у розслідуванні вбивства Кріссі Каннінгем. Дізнавшись, що вона відчуває ті ж тривожні галюцинації та симптоми, що й Кріссі, Макс та її друзі дійшли висновку, що вона була «проклята» таємничої сутністю під назвою «Векна», і що в неї лишилось не багато часу жити. Проте Макс змогла пережити напади Векни, коли її друзі вімкнули її улюблену пісню через навушники, що додало їй емоційної сили кинути виклик Векні та повернутися до реальності.
Після виявлення плану Векни використати вбивства, щоб відкрити чотири ворота, група придумала план нападу; Макс діяла як приманка, щоб відвернути Векну, тоді як Ненсі, Стів і Робін атакували б його справжнє тіло в Навивороті. У покинутому домі Кріл Макс знову змусила себе галюцинувати, але, на її подив, Одинадцять з'явилася в її видіннях через силу психічної проекції. Однак Векна здолав Одинадцять і почав вбивати Макс. Завдяки діям Одинадцяти, Ненсі, Стіва та Робін Макс спочатку пережила напад, хоча була осліпла та її кінцівки були зламані; на мить її серце навіть зупинилося. Ця технічна смерть викликала відкриття четвертих і останніх воріт прокляття, сіючи хаос у Хокінса. Однак Одинадцять використала свої здібності, щоб перезапустити серце подруги. Вона повернулася до життя, але залишалася в комі, балансуючи на межі між життям і смертю.

## Особистість
Макс дуже любила кататися на скейтборді та вправно грала в аркадні ігри (наприклад, Dig Dug), будучи достатньо досвідченою, щоб досягти найкращих результатів. Вона також виявляла інтерес до фільмів жахів. Макс має певний досвід водіння і вміє досить добре водити машину свого брата.
Через переїзд до Хокінса та жорстоке поводження з боку її брата вона спочатку була обережною щодо інших людей і часто виявлялася дуже різкою та загалом відстороненою. Її недовіра зробила дівчину скептичною, і їй було важко повірити в дивні події. Тим не менш, вона була готова простягнути руку допомоги, як тільки зрозуміла всю серйозність ситуації. Коли її зрештою прийняли до Партії, вона була надзвичайно віддана своїм новим друзям.
Через рік після переїзду до Хокінса та знайомства з новими друзями Макс стала більш товариською та довірливою. Коли Одинадцять прийшла до неї за порадою щодо стосунків, Макс із задоволенням розповіла їй, що їй робити. Хоча раніше між двома дівчатами не було багато спілкування, Макс хотіла допомогти Одинадцятій із її проблемами та заохочувала дівчину залишатися собою і бути незалежною. У той час як Макс затаїла гнів на свого брата через те, що він знущався над нею, вона глибоко занепокоїлася за нього, коли виявила, що він був одержимий мозкожером.

## Навички
1. Досвідчений скейтбордист: Макс дуже талановита скейтерка. Було показано, що вона чудово володіє паркуром.
2. Зламування замків: вона може відкривати замкнені двері за допомогою скріпки. Вона успішно відімкнула двері, що випадково дозволило Дарту втекти.
3. Вміння керувати автомобілем: Макс досить добре вміла водити автомобіль, оскільки біологічний батько навчив її водити. Макс змогла підвезти машину свого зведеного брата до входу в систему тунелів, де вона безпечно припаркувала машину.
4. Перша медична допомога: Макс мала чудові навички належного надання медичної допомоги, щоб залікувати та зашити рани. Вона знала, що потрібно почистити кровоточиву ногу Одинадцятої милом і натиснути на неї перед використанням будь-яких антибіотиків, що допомогло дівчині одужати.

## Цікаві факти
1. Псевдонім Макс «MADMAX», є відсиланням до однойменних постапокаліптичних фільмів "Божевільний Макс ", які почалися в 1979 році.
2. Скейтборд Макс був виготовлений компанією Madrid Skateboards. Дизайн її скейтборду під назвою «Вибух» був основним елементом колекції скейтбордів Мадрида протягом 80-х років. Компанія співпрацювала з Netflix для продажу копій скейтборду Макс, а також скейтбордів з різними дизайнами, натхненними серіалом. Спальня Макса та шкільна шафка прикрашені мадридськими наклейками.
3. У групі друзів роль Макс — «Зумер» (ранг, який вона отримала, ймовірно, завдяки її вмінню керувати автомобілем і кататися на скейтборді)
4. Макс є третьою головною героїнею Stranger Things, яка має книгу, що пояснює її минуле; першим був Мартін Бреннер, другим — Джим Гоппер, а за ним йшли Робін Баклі та Лукас Сінклер. Її передісторія називається «Дивні дива: Макс-утікачка».
5. Незважаючи на відсутність у першому сезоні, Макс з'являвся в кожному епізоді, починаючи з другого сезону.
6. У щорічнику середньої школи Гокінса було показано, що вона була визнана «зірковою фігуристкою». Зазначається, що її кар'єрна мета — стати професійною скейтбордисткою.
7. Її улюблений предмет — математика. Так само як і в Одинадцятої.
8. У «E Pluribus Unum» показано, що Макс не вірить, що пошкодження мозку є реальним.
9. Молодша сестра Седі Сінк, Джейсі, зображує молодшоу Макс, яку бачили в минулому Біллі після того, як Одинадцять потрапляє в його розум.
10. У четвертому сезоні улюбленою піснею Макс, яка врешті-решт рятує її від Векни, є Running Up That Hill Кейт Буш. Цей сезон приніс пісні велику популярність майже через 36 років після її випуску, в результаті чого вона досягла першого місця в iTunes і знову увійшла в американський Топ-40.Текст з цієї пісні «І якби я тільки могла, я б уклала угоду з Богом, і я б попросила його поміняти нас місцями» відображає віру Макс в те, що було б краще, якби Біллі вижив, а вона померла.
11. У короткому відео Седі та Калеба попросили вибрати між парами Макс/Лукас і Макс/Од. Вони обидва спочатку обирають Макс/Лукас, але Седі потім переходить на сторону пари Макс/Од.
12. Макс — єдина у Партії, яка ніколи не зустрічалася з доктором Мартіном Бреннером.
13. Макс — єдина жертва векни, хто вижила.

## Відносини з персонажами
1. Одинадцять
У 1985 році Макс і Од спочатку дотримуються нейтральних відносин, обидві тепер є членами партії. Однак пізніше, Макс веде Од до торгового центру Starcourt. Незабаром дівчата зблизилися протягом дня, приміряючи одяг, фотографуючись, жартуючи над хуліганами та отримуючи морозиво. Макс заохотила Од бути незалежною від батька чи Майка. Спілкування з Макс неймовірно вплинуло на Од. Тієї ночі Макс ночує в кімнаті Од і знайомить її з підлітковими журналами, а також втішає її через розрив з Майком. Вони використовують здібності Од, щоб шпигувати за хлопцями, і незабаром створюють на основі цього настільну гру. Гру припиняють, коли дівчата шпигують за Біллі та виявляють, що він щось робить із дівчиною, що кричить. Дівчата возз'єднуються з хлопцями, щоб допомогти перемогти мозкожера. Сперечаючись із Майком, Макс каже йому, що Од — особистість, здатна самостійно приймати рішення, і Майк має довіряти їй, оскільки Од двічі рятувала світ. У Starcourt вона та Майк допомагають пораненій Одинадцятій у торговому центрі. Ставши свідком жахливої смерті Біллі, Макс плаче в обіймах подруги. Через три місяці Макс і Од обіймають одна одну, коли Од їде з Баєрсами до Каліфорнії.
У 1986 році, коли Макс дізнається, що Векна її прокляв, вона пише прощального листа Од і просить Лукаса передати його їй. Під час прослуховування Running Up That Hill у Макс у пам'яті спалахують щасливіші спогади про Одинадцяту, що спонукає її дати відсіч векні і втекти. Коли Макс використовує себе як приманку, Векна ледь не вбиває її, поки Од не врятовує її. Одинадцять каже Векні, що вб'є його знову, якщо він ще раз спробує торкнутися Макс. Векна переносить дівчат у свій розум і зв'язує Од, щоб вона була змушена спостерігати, як він убиває Макс. Незабаром вона звільняється. Коли Векна та його розум зникають, Одинадцять залишається з жахом спостерігати, як Макс вмирає від отриманих травм. Пізніше Од використовує свій телекінез, щоб перезапустити серце Макс. Через два дні дівчина повертається до Гокінса та відвідує подругу, яка зараз знаходиться в комі, в лікарні. Од бере Макс за руку і каже їй, що вона тут із нею.
2. Лукас Сінклер  
Коли містер Кларк познайомив Лукаса та його друзів разом із усім його класом із Макс Мейфілд, Лукас зацікавився нею. Пізніше Лукас і Дастін розуміють, що Макс
грає в Dig Dug, так само як і вони. В результаті Лукас разом з Дастіном закохуються в Макс. Незважаючи на домовленість зі своїми друзями не розповідати Макс про події та справжні обставини зникнення Вілла в листопаді 1983 року, Лукас вирішив зустрітися з Макс та розповісти їй усі події минулого року, включаючи Демогоргона та Одинадцять. Однак дівчина не повірила йому.
Пізніше Лукас йде забирати Макс до її будинку, щоб показати їй, що те, що він сказав їй, було правдою, почувши від Дастіна про те, що Д'Артаньян був дитиною Демогоргона. Поки вони чекали, Макс пояснила, як на неї вплинуло розлучення батьків, повторний шлюб матері та жорстоке поводження зведеного брата, коли вона вибачилася перед Лукасом за свою поведінку. Хлопець підбадьорює її, кажучи, що він захоплюється нею. Побачивши зблизька Демогоргона на п'ятій стадії його життєвого циклу, Макс вибачається перед Лукасом за те, що не повірила йому.
Через місяць, 15 грудня, Лукас, Макс та їхні друзі відвідують Сніжний бал, де Макс просить Лукаса потанцювати з нею, на що він із задоволенням погоджується. Під час танцю вони цілуються, починаючи з ним романтичні стосунки.
В 1986 році Макс почала страждати від депресії, віддалилася від своїх друзів і розлучилася з Лукасом. Він часто намагався відновити зв'язок із Макс, але безуспішно. Коли Макс прокляли, Лукас був у паніці, поки Дастін не повідомив йому, що музика може повернути дівчину до реальності. Вона втекла від векни й впала в обійми Лукаса.
Продовжуючи розслідувати Векну, Макс і Лукас почали відновлювати свої стосунки, показуючи, що вони все ще мають романтичні почуття одне до одного. Перебуваючи в Будинку Кріл, Макс і Лукас сказали одне одному, як вони щасливі бути в присутності одне одного, і коли Лукас запитав, чи хоче вона піти з ним на фільм у п'ятницю, Макс прийняла його запрошення. Векна знову оволодів Макс. Хоча її в останню секунду врятувала Одинадцять, Векні вдалося зламати Макс руки та ноги, і вона померла на руках у Лукаса, на великий жах і смуток останнього. Він, імовірно, допоміг дістатися Макс до лікарні після того, як її серце знову почало працювати за допомогою Од. Через два дні Лукас сидів біля ліжка Макс і читав їй книгу.
3. Біллі Харгров  
Макс і Біллі були зведеними братом і сестрою. У день їхньої першої зустрічі Біллі дав їй прізвисько Божевільна Макс. Біллі часто поводився з Макс жахливо, знущаючись над нею, або просто ігнорував її існування. Макс не знала, що Біллі був розлючений через від'їзд матері та зривав свій гнів на неї. Незважаючи на те, що сама зазнала жорстокого поводження, Макс намагалася допомогти Біллі, коли батько побив його, і запропонувала йому лід.
У 1984 році Макс переїхала до Хокінса з Біллі та її батьками, і зацікавився Партією, спілкуючись з Лукасом і Дастіном. Біллі був розлючений на неї за те, що вона зацікавилася Лукасом, і в пориві люті напав на хлопчика, коли застав їх разом в домі Баєрсів. Щоб завадити йому завдати ще більшої шкоди, Макс вколола Біллі снодійне.
Через рік її друзі почали сумніватися, чи Біллі одержимий мозкожером, Макс сподівалася, що це не так. Вона була в жаху, коли це було підтверджено, і можна було побачити її плач, коли Біллі благав про помилування, пояснюючи, що мозкожер змусив його зробити те, що він зробив. Макс стала свідком смерті Біллі і була нажахана, що той дозволив мозкожеру вбити його, щоб інші врятувалися. Після того, як аватар мозкожера помер, Макс кинулася до Біллі, де той зумів тихо прошепотіти вибачення, перш ніж помер.
У 1986 році Макс продовжувала сумувати за Біллі та намагалася продовжувати нормальне життя, віддаляючись від друзів і погано навчаючись у школі. Перебуваючи в кімнаті, коли він помер, вона звинувачувала себе в тому, що не змогла врятувати Біллі і відчувала відповідальність за бажання йому смерті. Відвідавши могилу Біллі, Макс прочитала йому посмертного листа, зізнаючись, що хотіла б, щоб у них були кращі відносини. Проте, коли вона зіткнулася з Векною вдруге, Макс також зізнався, що була частина її, яка хотіла, щоб Біллі помер, оскільки він жорстоко поводився з нею. Отже, зрозуміло, що Макс мала змішані почуття до свого зведеного брата, розриваючись між зневагою до його жорстокого характеру та бажанням любити його як свого брата.
4. Сьюзан Харгров  
Сьюзен — мати Макс. Показано, що дівчина шанобливо і тепло ставиться до своєї матері, але, схоже, вона відчуває образу на Сьюзен за те, що вона розлучила її з батьком. Через місяць Макс дозволяє своїй матері зробити їй зачіску для Сніжного балу.
Після смерті Біллі в 1985 році життя Сьюзан і Макс перевертається, коли Ніл покидає їх, і вони втрачають свій рідний дім. У 1986 році вони переїхали в трейлер-парк Форест-Хіллз, де Сьюзен влаштувалася на додаткову роботу і почала сильно пити. Макс захищає свою матір під час консультації з пані Келлі, кажучи, що їй нелегко. Коли Макс зрозуміла, що її прокляв Векна, Макс залишила листи для родини, включаючи Сьюзен.
5. Сем Мейфілд  
Сем Мейфілд — батько Макс. Підростаючи, вона мала досить хороші відносини з батьком, навіть після того, як йому довелося переїхати до Лос-Анджелеса, коли її батьки розлучилися. Вона запам'ятала батька за його практичний і невимушений підхід і цінувала те, що він дозволяв їй дивитися фільми, які не відповідали віку, водив її дивитися перегони на іподромі та навчив її водити свою Імпалу. Після розлучення Макс зазначила, що батько став більш недбалим, іноді з'являвся пізно, щоб забрати її з автобусної станції. Незважаючи на це, Макс віддала перевагу її життю з ним, а не залишанню з мамою, про що свідчить її спроба втекти до Лос-Анджелеса, коли вона почула, що вони збираються повернутися до Хокінса. Макс зауважила, що сумує за ним. У 1986 році, коли Макс дізналася, що її прокляв Векна, вона просить свою матір передати батькові листа, якщо вона зможе його знайти.
6. Ніл Харгров  
Ніл Харгроув був вітчимом Макс до того, як він залишив її та Сьюзен у 1986 році. Поки він був у її житті, вона мала з ним грубі відносини, відчуваючи злість на нього за те, що вони переїхали до Хокінса, щоб втекти від її біологічного батька. Особливо Макс не любила, коли Ніл називав її Максін, і не вважала його своїм батьком. Ніл знущався з Макса за те, що вона заступився за Біллі, коли Ніл бив його.
7. Дастін Хендерсон
Хлопці вперше зацікавилися Макс, коли вона перемогла Дастіна на Dig Dug, і Дастін, і Лукас розвинули до неї романтичні почуття, коли побачили її. Зрештою, вона закохується у Лукаса, що засмучує Дастіна, але вони з Макс залишаються друзями. Коли Дастін повертається з літнього табору, Макс вітає його з приїздом та дивується, що у нього є дівчина. Пізніше Макс приходить на допомогу Дастіну в торговий центр Starcourt.
У 1986 році Макс почала ігнорувати всіх своїх друзів. Коли Макс стає свідком мерехтіння світла в її будинку в ніч вбивства Кріссі, Дастін стає першою людиною, до якої вона звертається з інформацією. Коли Макс дізнається, що її прокляв Векна, Дастін негайно намагається допомогти та знайти підказки та відповіді на те, як перемогти Векну.
8. Майк Вілер
Незважаючи на спроби Макс приєднатися до групи та подружитися з Майком, він був дуже ворожим і грубим до неї, неодноразово називав її дратівливою або виглядав роздратованою, коли вона була присутня. Однак його, здавалося б, ірраціональна неприязнь до неї полягає в тому, що він не хоче, щоб вона зайняла місце Одинадцятої. Незважаючи на його ранню ворожість, Майк все ще певною мірою піклувався про неї. Після того, як Майк нарешті возз'єднується з Одинадцять, він зрештою відмовляється від своєї ворожості до Макс. Пізніше він коментує, що її навички водіння машиною неймовірні.
У 1985 році Майк і Макс перебувають у дружніх відносинах. Коли стосунки Майка з Одинадцятою ускладнилися через втручання Джима Хоппера, Макс побачила брехню Майка, і сказала Од розлучитися з ним, якщо він не вибачиться. Коли Макс продовжувала спілкуватися з Одинадцятою, Майк став роздратованим і засмученим, оскільки він не хотів, щоб Одинадцять була із Макс, вважаючи, що остання підмовляє Од проти нього. Макс також звинувачувала Майка в тому, що він хотів контролювати Одинадцять. Однак, коли Майк зізнається, що він хвилюється за Одинадцять і що любить її, це змушує Майка та Макс примиритися, оскільки вони обидва піклуються про неї.
До 1986 року Макс трималася на відстані від своїх друзів, включаючи Майка. Вони разом ходили на урок математики, де Майк помітив, що Макс почала страждати від випадкової носової кровотечі. Коли Макс зрозуміла, що її прокляли, вона написала Майку прощальний лист і попросила Дастіна та Лукаса передати йому, коли вони відновлять з ним зв'язок. Повернувшись до Хокінса, Майк відвідав подругу, яка знаходилася в коматозному стані в лікарні.
9. Стів Гаррінґтон
Макс і Стів мають дружні відносини одне з одним. У 1984 році Макс вперше зустріла Стіва, коли Дастін і Лукас шукали Дарта. Пізніше тієї ночі Макс і Стів разом з іншими допомогли зачинити ворота. Стів вирішив подбати про Макс та її друзів. Однак прийшов зведений брат Макс Біллі і почав жорстоко бити Стіва. Макс, схопивши шприц із заспокійливим, вкола Біллі в шию і стала на захист Стіва.
У 1986 році Макс віддаляється від своїх друзів, включаючи Стіва. Однак Макс і Дастін звертаються до Стіва і Робін Баклі, щоб вони допомогли розшукати Едді. Пізніше, коли група намагається знайти будь-яку можливу інформацію про Векну та його жертв, Стів відвозить її до будинку пані Келлі, перш ніж вона вкраде ключі від офісу для того, щоб дізнатися, що вона наступна у списку Векни. Макс передає Стіву листа, показуючи, що їхня дружба для неї щось значить. Коли Векна втягує її в транс, Стів разом з Дастіном і Лукасом починають панікувати, перш ніж її витягнути з цього стану. Коли Стів, Ненсі, Робін і Едді веслують до воріт на дні озера закоханих, Макс спостерігає в бінокль Дастіна, як Стів знімає сорочку. Коли годинник Векни дзвонить чотири рази, Стів відчуває жах, коли розуміє, що Макс, можливо, більше немає.